# 志賀麻登佳
志賀麻登佳（1975年7月4日—）是日本男性演員、聲優，神奈川縣出身。身高180cm，體重66kg。

## 來歷·人物
文學座養成所出身。所属東京俳優生活協同組合。他也在演戲企劃CRANQ的舞台活動。
大學時代所屬落語研究會。與落研的同期日本放送播音員吉田尚記一起。

## 演出作品

### 電視劇
- 安宅家的人們
- 御宿翠鳥（清吉）
- 骯髒的舌頭
- 年輕的男人（進藤一）
- 週六寬廣劇場「美人三姊妹的推理旅行」（林飯店的人）
- 完美報導
- 熱血律師
- 處刑偵探 加賀美塔子
- 冷暖人間（幸樂的客人）

### 映画
- 釣魚癡日記13 阿濱千鈞一髮！（秘書科人員）
- 爆走！改裝車列傳（衛星台人員）

### 電視動畫
2011年
- 丹特麗安的書架（紳士B）

2012年
- 名偵探柯南（朋友）
- 宇宙兄弟（森嶋茂雄、塔克·拉貝爾【洛維爾】、上田、永田班傑明、計程車司機、研究所的同事）
- 日蝕（瑞克·史溫、恐怖份子）
- 櫻花莊的寵物女孩（面試官）
- 軍火女王 PERFECT ORDER（聖劍組織成員）

2013年
- 名偵探柯南（竊賊）
- 宇宙兄弟（航太管制官、太空通訊員、波爾德先生、賽門、吉姆）
- Little Busters!（醫生、大使館館員）
- 櫻花莊的寵物女孩（車內廣播）
- 琴浦小姐（醫生C、津山）
- 打工吧！魔王大人（警察官）
- 銀河機攻隊 莊嚴皇子（約翰·史密斯、大中華提督）
- 翠星上的加爾岡緹亞（播報員）
- 科學超電磁砲S（警衛、部下、太陽眼鏡、裁判）
- 戰姬絕唱SYMPHOGEAR G（大人物）
- 惡魔高校D×D NEW（教師）
- 單色小姐 -The Animation-（男、村人B、勸誘掰手腕男、廚師）
- 噬血狂襲（三聖）
- Little Busters! 〜Refrain〜（男性A）

2014年
- JoJo的奇妙冒險 星塵鬥士（大人B）

2015年
- 受讚頌者 虛偽的假面（時櫻）

2016年
- 機動戰士高達UC RE:0096（作業員、SP）

2018年
- 沒有心跳的少女 BEATLESS（外資顧問〈中樞E〉、キリノ）
- DOUBLE DECKER！道格＆基里爾（廣播A、廣播）

2019年
- 超人高中生們即便在異世界也能從容生存！（烏爾加、村民A）

2020年
- 寶石商人理察的謎鑑定（肖爾·拉納西赫·阿里）

2022年
- 魯邦三世 PART6（男性主持人）
- 受讚頌者 二人的白皇（時櫻[3]）

### OVA
- 機動戰士GUNDAM UC（作業員）
- 翠星上的加爾岡緹亞（船員）※藍光 BOX 3收錄OVA

### 電視
- 考古的法庭
- 美的巨人們（青木繁）

### 特攝片
- 鹹蛋超人Q dark fantasy

### 外語配音
- 法庭女王
- 犯罪心理
- CSI犯罪現場
- 宿敵 因緣的哈特菲爾德與麥考伊
- 兵聖
- 慾望師奶
- 武士白東修（副官 其他）
- 大西洋帝國
- 波吉亞家族

### 海外動畫
- 彩虹小馬（拉蕊蒂的爸爸、拉馬車的小馬）

### 遊戲
2015年
- 傳頌之物 虛偽的假面（時櫻）

2016年
- 傳頌之物 兩人的白皇（時櫻）

### 舞台
- 弄冰淇淋的人（井上）
- 皆大歡喜（試金石）
- 肥皂劇（鮎川）
- 華麗一族（鐵風）
- 波音情人（伯納爾）
- 我不做愛的理由
- 為了我們的祖國（康貝爾·哈利·亞斯考特）

### 其他
- 地球戲劇 圖坦卡門DNA大解析（聲音演出）

## 外部連結
- Yahoo!人物明鑑公開簡歷
- 東京俳優生活協同組合公開簡歷